# Päpstliches Haus
Das Päpstliche Haus (bis 1968 Päpstlicher Hof) ist die Gesamtheit der Personen, die den Papst bei der Amtsführung unterstützen.
Es besteht aus der „Päpstlichen Kapelle“, die den Papst in religiösen und liturgischen Angelegenheiten unterstützt und der „Päpstlichen Familie“, die den Papst v. a. bei weltlichen Angelegenheiten unterstützt.
Das Päpstliche Haus ist ein Teil der Römischen Kurie und wird von der Präfektur des Päpstlichen Hauses verwaltet.
Die letzte große Reform des Päpstlichen Hauses erfolgte durch das Motu proprio Pontificalis Domus vom 28. März 1968. Hierbei änderte Papst Paul VI. die Bezeichnung des Päpstlichen Hauses, wobei er grundsätzlich die Unterscheidung zwischen der Päpstlichen Kapelle und der Päpstlichen Familie beibehielt, letztere aber in eine Laien- und eine klerikale Abteilung teilte.

## Heutiger Aufbau

### Päpstliche Kapelle
Mitglieder der „Päpstlichen Kapelle“ sind Geistliche, die an der Liturgie des Papstes teilnehmen (können). Heutzutage sind alle Kleriker der Päpstlichen Familie und zusätzliche folgende Geistliche Mitglieder der Päpstlichen Kapelle:
1. Das Kardinalskollegium
2. Die Patriarchen
3. Diejenigen Erzbischöfe, die Diktasterien der Römischen Kurie leiten
4. Der Vizecamerlengo
5. Die Sekretäre der Diktasterien der Römischen Kurie
6. Der Regens der Apostolischen Pönitentiarie
7. Der Sekretär der Apostolischen Signatur
8. Der Dekan der Römischen Rota
9. Die Superiores der Päpstlichen Kommissionen
10. Der Territorialabt von Montecassino und weitere Generaläbte regulierter Chorherren und monastischer Orden
11. Die Generalsuperioren oder Generalprokuratoren der Bettelorden
12. Die Auditoren der Römischen Rota
13. Die Mitglieder der Kathedralkapitel des Petersdoms, der Lateranbasilika und von Santa Maria Maggiore
14. Die für das Bistum Rom inkardinierten Kirchenrektoren
15. Die (zwei) Kleriker der Päpstlichen Kapelle

### Päpstliche Familie
siehe Hauptartikel: Päpstliche Familie